# Bogdan Tanjević
Bogdan Tanjević, črnogorski košarkarski trener, * 13. februar 1947, Pljevlja, Črna gora.
Bogdan Tanjević je eden najbolj uspešnih evropskih košarkarskih trenerjev. Trenutno je tehnični koordinator turške članske reprezentance.

## Kariera

### Klubi
- KK Bosna 1971-1980
- Juvecaserta Basket 1982-1986
- Pallacanestro Trst 1986-1994
- Stefanel 1994-1996
- CSP Limoges 1996-1997
- KK Budućnost 2000-2001
- Asvel Villeurbane 2001-2002
- Virtus Bologna 2002-2004
- Fenerbahče 2007-2010

### Reprezentance
- Jugoslavija 1981
- Italija 1997-2000
- Turčija 2004-2010